# Kim Hwan-jin
Kim Hwan-jin est un boxeur sud-coréen né le 25 juin 1955.

## Carrière
Passé professionnel en 1977, il devient champion du monde des poids mi-mouches WBA le 19 juillet 1981 après sa victoire par arrêt de l'arbitre au 13e round contre Pedro Flores. Kim Hwan-jin conserve son titre face à Alfonso Lopez puis perd aux points contre Katsuo Tokashiki le 16 décembre 1981. Il met un terme à sa carrière de boxeur en 1983 après une autre défaite lors du combat revanche sur un bilan de 22 victoires, 2 défaites et 2 matchs nuls.

## Référence
1. ↑  (en) Pedro Flores vs. Hwan-Jin Kim (boxrec.com)